# László Bodnár
László Bodnár (Mátészalka, 25 februari 1979) is een Hongaars betaald voetballer die bij voorkeur in de verdediging speelt. Hij komt sinds januari 2011 uit voor Red Bull Salzburg, waarbij hij eerder al speelde van 2006 tot 2009. In 1996 debuteerde Bodnar als prof bij Debreceni VSC. Vier jaar later, in 2000, debuteerde hij in het Hongaars voetbalelftal, waarvoor hij meer dan veertig interlands speelde.

## Carrière
| Seizoen | Club              | Competitie    | Wedstrijden | Doelpunten |
| ------- | ----------------- | ------------- | ----------- | ---------- |
| 1996/97 | Debreceni VSC     | Borsodi Liga  | 1           | 0          |
| 1997/98 | Debreceni VSC     | Borsodi Liga  | 12          | 0          |
| 1998/99 | Debreceni VSC     | Borsodi Liga  | 23          | 1          |
| 1999/00 | Debreceni VSC     | Borsodi Liga  | 27          | 3          |
| 2000/01 | Dynamo Kiev       | Vysjtsja Liha | 19          | 1          |
| 2001/02 | Dynamo Kiev       | Vysjtsja Liha | 18          | 2          |
| 2002/03 | Dynamo Kiev       | Vysjtsja Liha | 14          | 0          |
| 2003/04 | Arsenal Kiev      | Vysjtsja Liha | 7           | 0          |
| 2004/05 | Roda JC           | Eredivisie    | 23          | 6          |
| 2005/06 | Roda JC           | Eredivisie    | 15          | 2          |
| 2005/06 | Red Bull Salzburg | Bundesliga    | 8           | 0          |
| 2006/07 | Red Bull Salzburg | Bundesliga    | 19          | 0          |
| 2007/08 | Red Bull Salzburg | Bundesliga    | 9           | 0          |
| 2008/09 | Red Bull Salzburg | Bundesliga    | 28          | 2          |
| 2009/10 | Debreceni VSC     | Borsodi Liga  | 15          | 0          |
| 2010/11 | Debreceni VSC     | Borsodi Liga  | 0           | 0          |
| 2010/11 | Red Bull Salzburg | Bundesliga    | 0           | 0          |

## Erelijst
- Kampioen van Oekraïne: 2001, 2003 (Dynamo Kiev)
- Beker van Oekraïne: 2003 (Dynamo Kiev)
- Kampioen van Oostenrijk: 2006-'07, 2008-'09 (Red Bull Salzburg)

## Auto-ongeluk
Bodnár reed in augustus 2009 met zijn auto een fietser aan die aan de gevolgen van het ongeluk overleed. Uit onderzoek bleek dat het slachtoffer voorafgaand aan het ongeluk had gedronken en Bodnár niet. Deze reed niettemin wel harder dan was toegestaan. Daarom werd hij op 11 september 2009 veroordeeld tot één jaar voorwaardelijke gevangenisstraf, een rijverbod voor anderhalf jaar en 950 euro boete.